# Willem de Veer

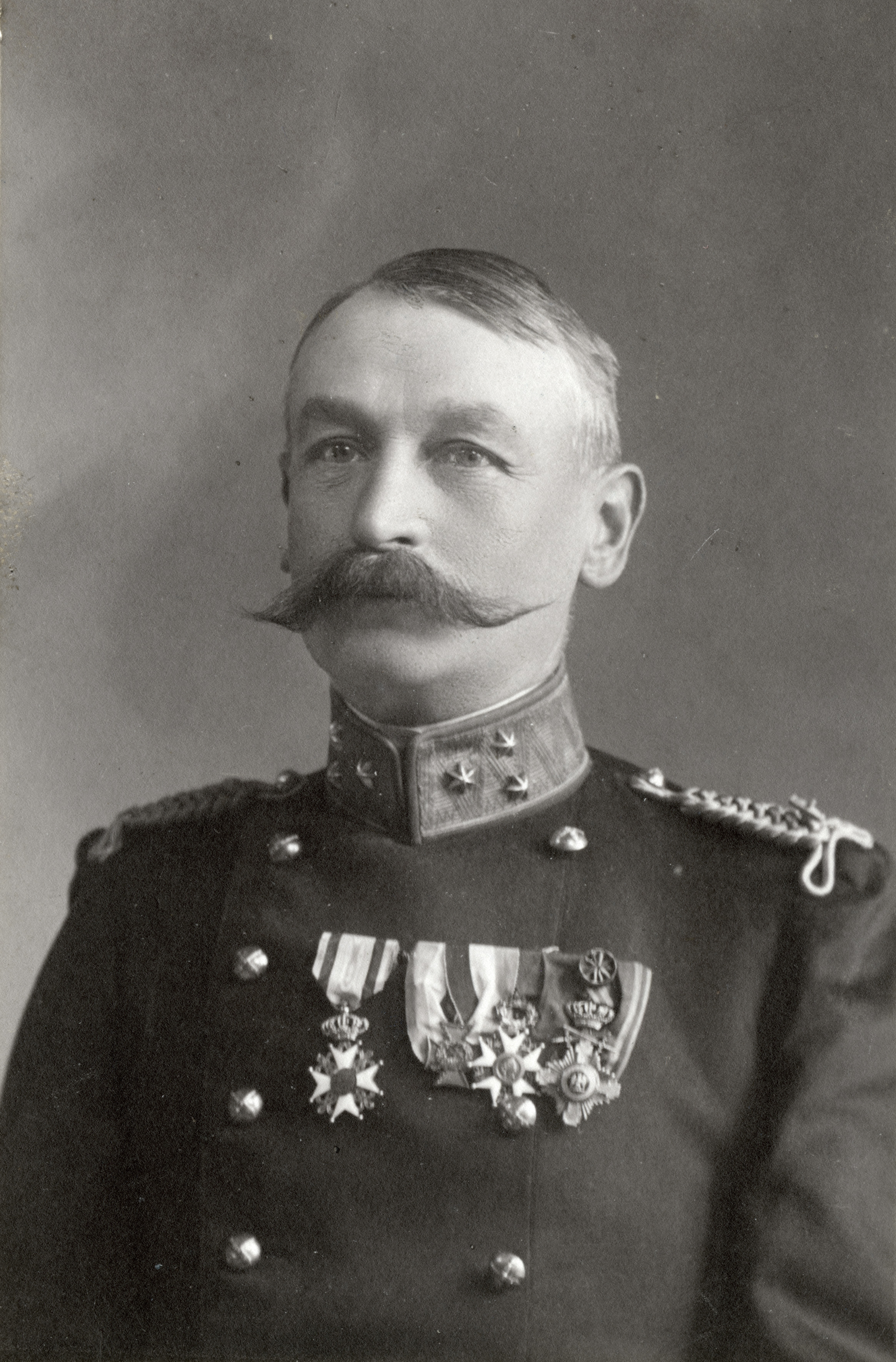
Offizielle Portraitaufnahme aus dem Jahr 1913

Willem Josias Hendrik de Veer (* 23. Juni 1857 auf Ambon; † 5. März 1931 in Brüssel) war ein niederländischer Berufsoffizier. Von November 1913 bis August 1914 leitete er die erste internationale niederländische Militärmission in Albanien, die heute oft als die erste niederländische Friedensmission bezeichnet wird.

## Militärische Karriere
Willem de Veer wurde 1857 auf der Molukken-Insel Ambon als Sohn von Oberst Johannes Cornelius Hermanus Josephus de Veer (1810–1882) und Anna Geertruida Rappard (1821–1899) geboren. Er entstammte einem niederländischen Patriziergeschlecht.
1893 heiratete er die Jonkvrouw Catharina Elisabeth Engelen van Pijlsweert (1863–1938), mit der er eine Tochter und einen Sohn hatte.
De Veer diente als Berufssoldat in der Koninklijke Landmacht, wo er allmählich Karriere machte. Er war Kommandant eines Pontonierkorps in Dordrecht und stellvertretender Kommandant des 2. Feldartillerie-Regiments in Leiden. 1910 wurde er zum Oberstleutnant befördert und übernahm das 3. Feldartillerie-Regiment in Breda.

## Albanien
Im August 1913 wurden die Niederlande von den europäischen Großmächten angefragt, Offiziere für den Aufbau, die Schulung und die Führung der Gendarmerie in Albanien zu stellen. Das Fürstentum Albanien hatte sich im November 1912 für unabhängig vom Osmanischen Reich erklärt und war wenig später von den Großmächten – hauptsächlich unter Druck von Österreich-Ungarn und Italien – anerkannt worden. Der neue Staat war aber innenpolitisch instabil, und die Nachbarstaaten Serbien, Montenegro und Griechenland stellten Ansprüche auf Teile des Gebiets. Die Großmächte setzten eine siebenköpfige internationale Kontrollkommission ein, die beauftragt war, eine Regierung einzusetzen, Gesetze zu erlassen und die Grenze festzulegen.
Nachdem das zurückgetretene Kabinett Heemskerk die Anfrage entgegengenommen hatte, war das neue Kabinett Cort van der Linden für die Ausführung der Mission verantwortlich. Der scheidende Kriegsminister Hendrik Colijn hatte zuvor Major Lodewijk Thomson zum Missionsleiter vorgeschlagen. Ernannt zum Chef der Mission wurde von seinem Nachfolger Nicolaas Bosboom aber Oberst De Veer mit Thomson als Stellvertreter.

“This situation proved akward because De Veer lacked Thomson's organizational talent and experience.”

„Diese Situation erwies sich als unangenehm, weil De Veer nicht an Thomsons Organisationstalent und Erfahrung herankam.“

Am 10. November 1913 landeten De Veer und Thomson im Rahmen einer Aufklärungsmission in Vlora, wo die provisorische albanische Regierung ihren Sitz hatte. Die Niederländer schlugen dort ihr Hauptquartier auf, nachdem sie während drei Wochen das Land bis Shkodra im Norden bereist und sich mit zahlreichen lokalen Machthabern ausgetauscht hatten. In den Niederlanden wurden 15 weitere Offiziere für die Mission rekrutiert, die aber keine offizielle niederländische Mission war. Die Offiziere wurden aus dem Militärdienst entlassen und traten mit Zustimmung von Königin Wilhelmina in den Dienst Albaniens ein. De Veer wurde zuvor zum Generalmajor befördert. In Albanien wurde jeder Offizier nochmals um einen Rang befördert, so dass De Veer als Generalleutnant und Kommandeur der albanischen Gendarmerie Vorgesetzter von Thomson war.

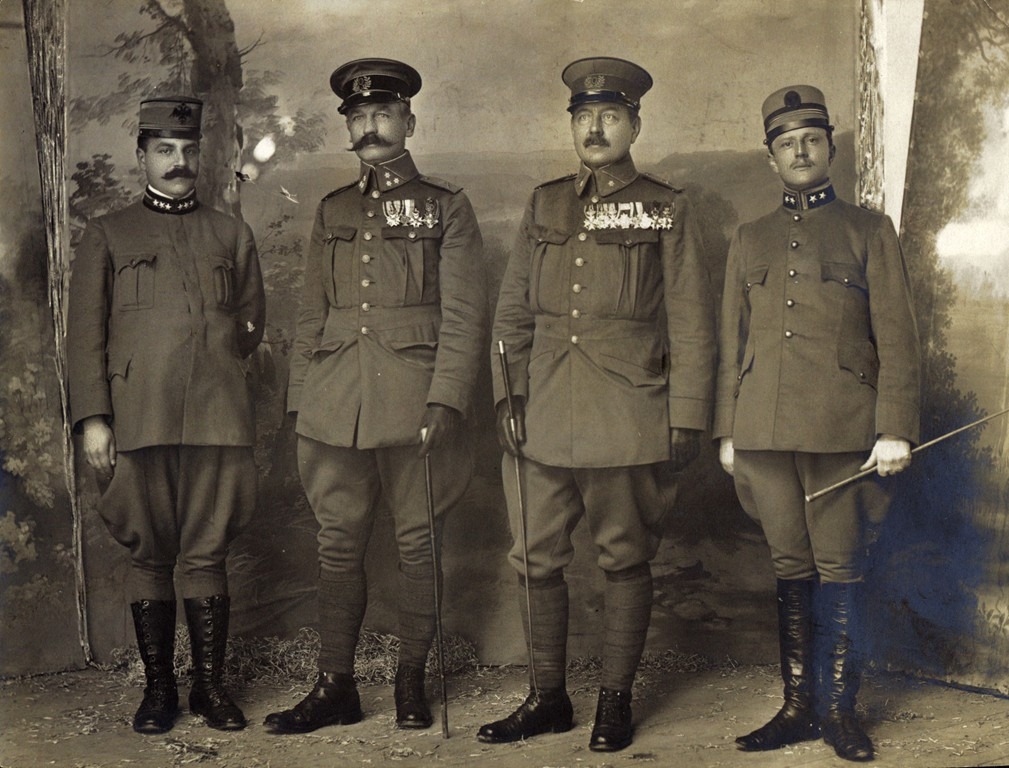
De Veer (Zweiter von links) und Lodewijk Thomson (Zweiter von rechts) mit zwei Albanern 1914 in Durrës

Die Mission war keine leichte Aufgabe. Im Januar 1914 verhinderte De Veer einen pro-türkischen Staatsstreich. Am 28. Februar 1914 riefen griechische Separatisten im Süden des Landes die eigene Autonome Republik Nordepirus aus. Von März bis zum Ende der Mission im Juli führten die niederländischen Offiziere albanische Einheiten an, die mit Separatisten und griechischen Soldaten kämpften.
Von Beginn an kam es zu Spannungen zwischen De Veer und seinem Untergebenen Thomson. Letzterer war es gewohnt, sein eigenes Ding zu machen und hatte erwartet, Leiter der Mission zu werden. Dank seiner Vergangenheit als Mitglied der Tweede Kamer hatte er gute Kontakte zur Presse, die er nutzte, um De Veers Position zu untergraben und sich selber in ein gutes Licht zu rücken.

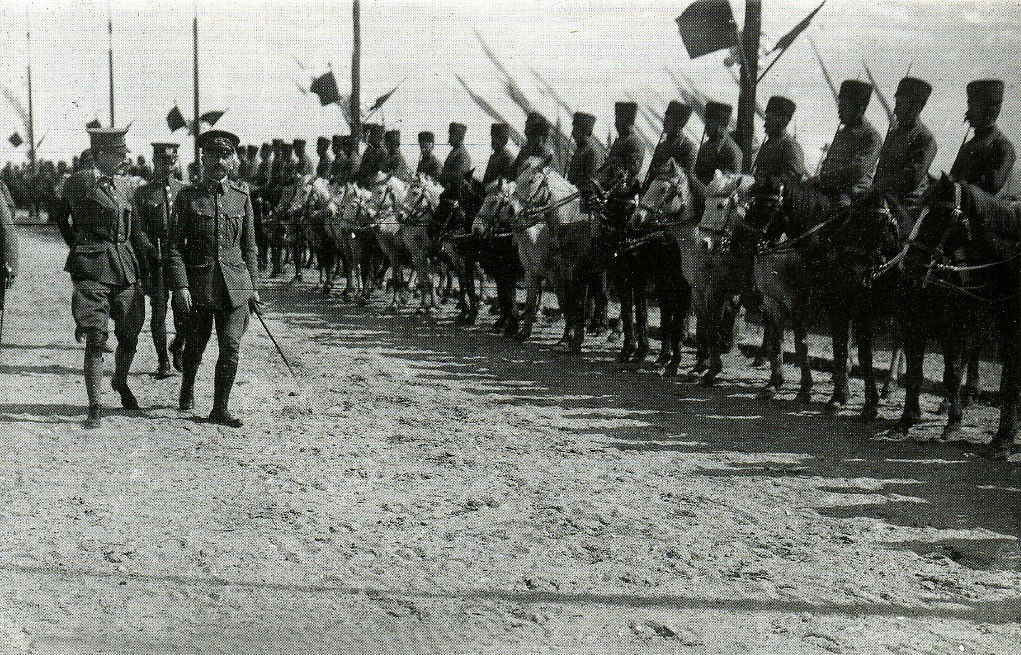
De Veer vor der albanischen Kavallerie

Im Februar 1914 war der deutsche Fürst Wilhelm zu Wied als neues Staatsoberhaupt nach Albanien gereist und ließ sich in Durrës nieder. Wied war von den Großmächten zur Führung des Landes ernannt worden. Seine Mutter entstammte der niederländischen Königsfamilie. Wied hatte schwer mit seinem Innen- und Kriegsminister Essad Pascha Toptani zu kämpfen, der sich immer wieder konspirativen Verhaltens schuldig machte. Toptani, der immer wieder die Herrschaft über Albanien anstrebte, versuchte auch, das Kommando über die Gendarmerie zu übernehmen. De Veer erklärte aber, nur gegenüber der Internationalen Kontrollkommission rechenschaftspflichtig zu sein.
Am 21. Mai 1914 erschien in „De Nieuwe Courant“ ein Artikel, in dem De Veer beschuldigt wurde, auf eigenen Antrieb und ohne Wissen von Thomson Essad Pascha Toptani erlaubt zu haben, eine eigene Polizeieinheit aufzubauen. De Veer hatte jedoch gegen seinen Willen auf Anweisung des Fürsten gehandelt. Er forderte deshalb Thomson auf zu erklären, dass er nicht der Verantwortliche war für das, was ihm im Zeitungsartikel vorgeworfen worden war. Thomson gab diese ehrenhafte Erklärung aber nicht ab.
Der im Mai 1914 begonnene Mittelalbanische Aufstand islamischer Bauern, für den Toptani vom Fürsten verantwortlich gemacht worden war, dauerte weiter an, nachdem Toptani in seinem Haus festgesetzt und abgesetzt worden war. De Veer wurde in der Folge von seinem zweiten Mann ins Abseits gedrängt. Wied ernannte Thomson zum neuen Befehlshaber über die albanische Armee und damit tatsächlich zum Vorgesetzten von De Veer. Nach einer erfolglosen Aufforderung an Minister Bosboom, Thomson in die Niederlande zurückzurufen, verabschiedete sich De Veer und kehrte in die Niederlande zurück.
Am 15. Juni 1914 wurde Thomson in einem Gefecht gegen die Aufständischen, die Durrës belagerten, getötet. De Veer kehrte in der Folge nach Albanien zurück. Die inneren Spannungen und Intrigen in Albanien, die schwache Herrschaft des Fürsten sowie die gekippte Stimmung in den Niederlanden hatten zur Folge, dass De Veer am 27. Juli 1914 im Namen aller niederländischen Soldaten einen kollektiven Rücktritt bei Wied einreichte. Am 4. August verließen die meisten Niederländer Durrës. Zu Wied verblieb noch einige Wochen in Albanien, bis er das Land nach dem Ausbruch des Ersten Weltkriegs verlassen musste.
Aufgrund der schlechten Presse über ihn zog sich Generalmajor De Veer Ende 1915 desillusioniert in den Ruhestand zurück. 1931 starb er an seinem Wohnort Brüssel.

## Werke
- mit Lodewijk Thomson: Verslag der zending Albanië, Voorstudie tot de vorming eener gendarmerie. Den Haag 1914 (überarbeiteter Nachdruck: Utrecht 2016)
- Willem de Veer: Reisindrukken Albanië 1913. Utrecht 2019.